# BAFTA Fellowship
BAFTA Fellowship lub Academy Fellowship – nagroda przyznawana od 1971 przez Brytyjską Akademię Sztuk Filmowych i Telewizyjnych za całokształt twórczości w uznaniu za wyróżniające się osiągnięcia w dziedzinie sztuki związanej z ruchomym obrazem. Jest to najwyższa nagroda, jaką może wręczyć akademia.
Przyznawana jest głównie reżyserom, ale otrzymywali ją również aktorzy, producenci filmowi i telewizyjni, operatorzy filmowi, montażyści, scenarzyści, a od 2007 roku także twórcy gier. Wśród laureatów dominują Brytyjczycy.

## Nietypowe sytuacje
- Dwukrotnie nagroda została przyznana pośmiertnie – duetowi Morecambe i Wise w 1999 roku[6] i Stanleyowi Kubrickowi w 2000 roku[7].
- Trzykrotnie nagrodzono duet – Michael Powell i Emeric Pressburger w 1981[8][9], Morecambe i Wise w 1999[6] oraz French i Saunders w 2009 roku[10].
- Dwukrotnie nagroda została przyznana firmie – Merchant Ivory Productions w 2012 roku[11] i Rockstar Games w 2014 roku[12].
- 30 czerwca 2014 roku odebrano przyznaną w 2012 nagrodę Rolfowi Harrisowi w związku z uznaniem go winnym przestępstw seksualnych przez Sąd Koronny Southwark[13][14].

## Laureaci
| Rok  | Kraj                                | Laureat | Laureat                    | Opis | Przyp.        |
| ---- | ----------------------------------- | ------- | -------------------------- | --- | ------------- |
| 1971 | Wielka Brytania                     |         | Alfred Hitchcock           | reżyser i producent filmowy | [ 15 ]        |
| 1972 | Wielka Brytania                     |         | Freddie Young              | operator filmowy | [ 16 ]        |
| 1973 | Wielka Brytania                     |         | Grace Wyndham Goldie       | producent telewizyjny | [ 17 ]        |
| 1974 | Wielka Brytania                     |         | David Lean                 | reżyser, producent filmowy, scenarzysta i montażysta | [ 18 ]        |
| 1975 | Francja                             |         | Jacques-Yves Cousteau      | badacz mórz i twórca filmów dokumentalnych | [ 19 ]        |
| 1976 | Wielka Brytania                     |         | Charlie Chaplin            | reżyser, producent filmowy, scenarzysta, montażysta, aktor i kompozytor muzyki filmowej | [ 20 ]        |
| 1976 | Wielka Brytania                     |         | Laurence Olivier           | aktor, reżyser i producent filmowy | [ 21 ]        |
| 1977 | Wielka Brytania                     |         | Denis Forman               | reżyser, dyrektor Brytyjskiego Instytutu Filmowego, prezes ITV Granada | [ 22 ]        |
| 1978 | Stany Zjednoczone                   |         | Fred Zinnemann             | producent filmowy | [ 23 ]        |
| 1979 | Wielka Brytania                     |         | Lew Grade                  | właściciel mediów | [ 24 ]        |
| 1979 | Wielka Brytania                     |         | Huw Wheldon                | prezes BBC | [ 25 ]        |
| 1980 | Wielka Brytania                     |         | David Attenborough         | scenarzysta i narrator filmów przyrodniczych | [ 26 ]        |
| 1980 | Stany Zjednoczone                   |         | John Huston                | aktor, reżyser i scenarzysta | [ 27 ]        |
| 1981 | Francja                             |         | Abel Gance                 | reżyser i producent filmowy | [ 28 ]        |
| 1981 | Wielka Brytania                     |         | Michael Powell             | duet reżyserów, producentów filmowych i scenarzystów | [ 8 ]         |
| 1981 | Wielka Brytania                     |         | Emeric Pressburger         | duet reżyserów, producentów filmowych i scenarzystów | [ 9 ]         |
| 1982 | Polska                              |         | Andrzej Wajda              | reżyser | [ 29 ]        |
| 1983 | Wielka Brytania                     |         | Richard Attenborough       | aktor, reżyser i producent filmowy | [ 30 ]        |
| 1984 | Wielka Brytania                     |         | Hugh Greene                | dziennikarz telewizyjny i dyrektor generalny BBC | [ 31 ]        |
| 1984 | Austria                             |         | Sam Spiegel                | producent filmowy | [ 32 ]        |
| 1985 | Wielka Brytania                     |         | Jeremy Isaacs              | producent telewizyjny i prezes Channel 4 | [ 33 ]        |
| 1986 | Stany Zjednoczone                   |         | Steven Spielberg           | reżyser, producent filmowy i scenarzysta | [ 34 ]        |
| 1987 | Włochy                              |         | Federico Fellini           | reżyser | [ 35 ]        |
| 1988 | Szwecja                             |         | Ingmar Bergman             | reżyser, producent filmowy i scenarzysta | [ 36 ]        |
| 1989 | Wielka Brytania                     |         | Alec Guinness              | aktor | [ 37 ]        |
| 1990 | Wielka Brytania                     |         | Paul Fox                   | dyrektor BBC One | [ 38 ]        |
| 1991 | Francja                             |         | Louis Malle                | reżyser | [ 39 ]        |
| 1992 | Wielka Brytania                     |         | John Gielgud               | aktor | [ 40 ]        |
| 1992 | Wielka Brytania                     |         | David Plowright            | dyrektor różnych kanałów telewizyjnych i producent telewizyjny | [ 41 ]        |
| 1993 | Wielka Brytania                     |         | Sydney Samuelson           | pierwszy brytyjski producent filmowy | [ 42 ]        |
| 1993 | Stany Zjednoczone                   |         | Colin Young                | pierwszy dyrektor NFTS | [ 42 ]        |
| 1994 | Wielka Brytania                     |         | Michael Grade              | dyrektor ITV plc | [ 43 ]        |
| 1995 | Stany Zjednoczone                   |         | Billy Wilder               | reżyser, producent filmowy i scenarzysta | [ 44 ]        |
| 1996 | Francja                             |         | Jeanne Moreau              | reżyser, producent filmowy i scenarzystka | [ 45 ]        |
| 1996 | Wielka Brytania                     |         | Ronald Neame               | reżyser, producent filmowy, scenarzysta i operator filmowy | [ 46 ]        |
| 1996 | Wielka Brytania                     |         | John Schlesinger           | reżyser | [ 47 ]        |
| 1996 | Wielka Brytania                     |         | Maggie Smith               | aktorka | [ 48 ]        |
| 1997 | Stany Zjednoczone                   |         | Woody Allen                | reżyser, producent filmowy, scenarzysta i aktor | [ 49 ]        |
| 1997 | Stany Zjednoczone                   |         | Steven Bochco              | producent telewizyjny i scenarzysta | [ 50 ]        |
| 1997 | Wielka Brytania                     |         | Julie Christie             | aktorka | [ 51 ]        |
| 1997 | Stany Zjednoczone                   |         | Oswald Morris              | operator filmowy | [ 52 ]        |
| 1997 | Wielka Brytania                     |         | Harold Pinter              | reżyser, scenarzysta i aktor | [ 53 ]        |
| 1997 | Stany Zjednoczone                   |         | David Rose                 | twórca słów do piosenek, kompozytor, aranżer, pianista i dyrygent | [ 54 ]        |
| 1998 | Wielka Brytania                     |         | Sean Connery               | aktor | [ 55 ]        |
| 1998 | Wielka Brytania                     |         | Bill Cotton                | producent telewizyjny i dyrektor BBC One | [ 56 ]        |
| 1999 | Wielka Brytania                     |         | Eric Morecambe             | - duet komediowy - uhonorowano pośmiertnie | [ 6 ]         |
| 1999 | Wielka Brytania                     |         | Ernie Wise                 | - duet komediowy - uhonorowano pośmiertnie | [ 6 ]         |
| 1999 | Wielka Brytania                     |         | Elizabeth Taylor           | aktorka | [ 57 ]        |
| 2000 | Wielka Brytania                     |         | Michael Caine              | aktor | [ 58 ]        |
| 2000 | Stany Zjednoczone                   |         | Stanley Kubrick            | reżyser, producent filmowy, scenarzysta i operator filmowy uhonorowano pośmiertnie | [ 7 ]         |
| 2000 | Wielka Brytania                     |         | Peter Bazalgette           | producent telewizyjny | [ 59 ]        |
| 2001 | Wielka Brytania                     |         | Albert Finney              | aktor | [ 60 ]        |
| 2001 | Wielka Brytania                     |         | John Thaw                  | aktor | [ 61 ]        |
| 2001 | Wielka Brytania                     |         | Judi Dench                 | aktorka | [ 62 ]        |
| 2002 | Stany Zjednoczone                   |         | Warren Beatty              | reżyser, producent, scenarzysta i aktor | [ 63 ]        |
| 2002 | Wielka Brytania Stany Zjednoczone   |         | Merchant Ivory Productions | - filmowa grupa producencka - pierwsza firma, która otrzyma BAFTA Fellowship - Nagrodę odebrali Ismail Merchant, James Ivory, Ruth Prawer Jhabvala.                                            | [ 11 ]        |
| 2002 | Wielka Brytania                     |         | Andrew Davies              | scenarzysta | [ 64 ]        |
| 2002 | Wielka Brytania                     |         | John Mills                 | aktor | [ 65 ]        |
| 2003 | Stany Zjednoczone                   |         | Saul Zaentz                | producent filmowy | [ 66 ]        |
| 2003 | Wielka Brytania                     |         | David Jason                | aktor | [ 67 ]        |
| 2004 | Wielka Brytania                     |         | John Boorman               | Reżyser, Producent filmowy i scenarzysta | [ 68 ]        |
| 2004 | Stany Zjednoczone                   |         | Roger Graef                | Reżyser i Producent filmowy | [ 69 ]        |
| 2005 | Wielka Brytania                     |         | John Barry                 | kompozytor | [ 70 ]        |
| 2005 | Wielka Brytania                     |         | David Frost                | dziennikarz, aktor, gospodarz wielu programów telewizyjnych | [ 71 ]        |
| 2006 | Wielka Brytania                     |         | David Puttnam              | Producent filmowy | [ 72 ]        |
| 2006 | Wielka Brytania                     |         | Ken Loach                  | Reżyser | [ 73 ]        |
| 2007 | Wielka Brytania                     |         | Anne V. Coates             | montażystka | [ 74 ]        |
| 2007 | Wielka Brytania                     |         | Richard Curtis             | reżyser, scenarzysta i aktor | [ 75 ]        |
| 2007 | Stany Zjednoczone                   |         | Will Wright                | projektant gier komputerowych i współzałożyciel firmy Maxis | [ 76 ]        |
| 2008 | Wielka Brytania                     |         | Anthony Hopkins            | aktor | [ 77 ]        |
| 2008 | Wielka Brytania                     |         | Bruce Forsyth              | prezenter telewizyjny, komik i aktor | [ 78 ]        |
| 2009 | Wielka Brytania                     |         | Dawn French                | duet komediowych aktorek i scenarzystek, twórczynie serialu French and Saunders | [ 10 ]        |
| 2009 | Wielka Brytania                     |         | Jennifer Saunders          | duet komediowych aktorek i scenarzystek, twórczynie serialu French and Saunders | [ 10 ]        |
| 2009 | Wielka Brytania                     |         | Terry Gilliam              | scenarzysta, reżyser, animator, aktor, komik i członek grupy Monty Python | [ 79 ]        |
| 2009 | Stany Zjednoczone                   |         | Nolan Bushnell             | projektant gier i założyciel firmy Atari | [ 80 ]        |
| 2010 | Wielka Brytania                     |         | Vanessa Redgrave           | aktorka | [ 81 ]        |
| 2010 | Japonia                             |         | Shigeru Miyamoto           | projektant gier na platformy Nintendo | [ 82 ]        |
| 2010 | Wielka Brytania                     |         | Melvyn Bragg               | prowadzący program The South Bank Show | [ 83 ]        |
| 2011 | Wielka Brytania                     |         | Christopher Lee            | aktor | [ 84 ]        |
| 2011 | Wielka Brytania                     |         | Peter Molyneux             | projektant gier komputerowych, programista gier komputerowych | [ 85 ]        |
| 2011 | Wielka Brytania                     |         | Trevor McDonald            | anchorman i dziennikarz | [ 86 ]        |
| 2012 | Stany Zjednoczone                   |         | Martin Scorsese            | reżyser, scenarzysta, montażysta, aktor i producent filmowy | [ 87 ]        |
| 2012 | Australia                           |         | Rolf Harris                | - gospodarz programów telewizyjnych, komik, kompozytor, muzyk, aktor i rysownik. - Odebrano mu nagrodę 30 czerwca 2014 roku w związku z uznaniem Rolfa Harrisa winnym przestępstw seksualnych. | [ 13 ] [ 14 ] |
| 2013 | Wielka Brytania                     |         | Alan Parker                | reżyser i scenarzysta | [ 88 ]        |
| 2013 | Wielka Brytania                     |         | Michael Palin              | aktor, komik, scenarzysta, kompozytor, piosenkarz, producent filmowy i członek grupy Monty Python                                                                                              | [ 89 ]        |
| 2013 | Stany Zjednoczone                   |         | Gabe Newell                | współzałożyciel i dyrektor Valve Corporation | [ 90 ]        |
| 2014 | Wielka Brytania                     |         | Helen Mirren               | aktorka | [ 91 ]        |
| 2014 | Wielka Brytania · Stany Zjednoczone |         | Rockstar Games             | - grupa firm produkujących gry wykupionych przez wydawcę Take-Two Interactive - Nagroda została odebrana przez Dana Housera, Sama Housera, Lesliego Benziesa i Aarona Garbuta.                 | [ 12 ]        |
| 2014 | Wielka Brytania                     |         | Julie Walters              | aktorka | [ 94 ]        |
| 2015 | Wielka Brytania                     |         | Mike Leigh                 | scenarzysta i reżyser | [ 95 ]        |
| 2015 | Wielka Brytania                     |         | David Braben               | projektant gier | [ 96 ]        |
| 2015 | Wielka Brytania                     |         | Jon Snow                   | dziennikarz i prezenter telewizyjny | [ 97 ]        |
| 2016 | Stany Zjednoczone · Bahamy          |         | Sidney Poitier             | aktor i reżyser | [ 98 ]        |
| 2016 | Stany Zjednoczone                   |         | John Carmack               | programista, inżynier rzeczywistości wirtualnej, współzałożyciel Id Software | [ 99 ]        |
| 2016 | Wielka Brytania                     |         | Ray Dalton                 | scenarzysta | [ 100 ]       |
| 2016 | Wielka Brytania                     |         | Alan Simpson               | scenarzysta | [ 100 ]       |
| 2017 | Stany Zjednoczone                   |         | Mel Brooks                 | aktor, reżyser | [ 101 ]       |
| 2017 | Wielka Brytania                     |         | Joanna Lumley              | aktorka | [ 102 ]       |
| 2018 | Wielka Brytania                     |         | Ridley Scott               | reżyser i producent filmowy | [ 103 ]       |
| 2018 | Stany Zjednoczone                   |         | Tim Schafer                | projektant gier komputerowych i założyciel Double Fine | [ 104 ]       |
| 2018 | Wielka Brytania                     |         | Kate Adie                  | dziennikarka | [ 105 ]       |
| 2019 | Stany Zjednoczone                   |         | Thelma Schoonmaker         | montażystka | [ 106 ]       |
| 2019 | Wielka Brytania                     |         | Joan Bakewell              | dziennikarka i prezenterka telewizyjny | [ 107 ]       |
| 2020 | Stany Zjednoczone                   |         | Kathleen Kennedy           | producentka i prezes Lucasfilm | [ 108 ]       |
| 2020 | Japonia                             |         | Hideo Kojima               | projektant gier komputerowych i założyciel Kojima Productions | [ 109 ]       |
| 2021 | Wielka Brytania                     |         | Siobhan Reddy              | dyrektor studia Media Molecule | [ 110 ]       |
| 2021 | Tajwan                              |         | Ang Lee                    | reżyser, scenarzysta i producent | [ 111 ]       |
| 2022 | Wielka Brytania                     |         | Billy Connolly             | aktor, komik, scenarzysta, muzyk i prezenter | [ 112 ]       |